# Niby-Alaska
Niby-Alaska (oryg. A Kind of Alaska) – jednoaktowa sztuka teatralna autorstwa laureata Nagrody Nobla, Harolda Pintera napisana i wydana w 1982 nakładem wydawnictwa Meuthen London Limited. Prapremiera miała miejsce w teatrze Royal National Theatre w Londynie tego samego roku w reżyserii Petera Halla. W rolach głównych zagrali wówczas: Judi Dench, Paul Rogers, oraz Anna Massey. Dramat na język polski został przełożony przez Bolesława Taborskiego. Sztuka była wystawiana w polskich teatrach. Między innymi w 2007 w Państwowej Wyższej Szkole Teatralnej imienia Ludwika Solskiego w Krakowie. Wówczas spektakl reżyserował Jan Peszek, a w główne role wcielili się Edyta Babiarska, Olga Bołądź, Łukasz Byczek i Grzegorz Grabowski.
Główną bohaterką dramatu jest Deborah – czterdziestopięcioletnia kobieta, która przez dwadzieścia dziewięć lat chorowała na zapalenie mózgu von Economo. Przez ten czas przebywała w śpiączce i nie była świadoma zmian, jakie zachodzą w świecie. Jej terapeuta, Hornby, oraz jej siostra, Pauline próbują przywrócić kobietę do normalnego życia. Pinter zainspirował się książką pod tytułem Przebudzenia autorstwa Olivera Sacksa z 1973 roku.